# بيتر موريس (كاتب مسرحي)
بيتر موريس (بالإنجليزية: Peter Morris)‏ هو كاتب مسرحي أمريكي، ولد في 9 نوفمبر 1973 في فيلادلفيا في الولايات المتحدة.